# Віхнич Сергій Миколайович
Сергій Миколайович Віхнич (13 червня 1985 — 12 березня 2023) — український військовослужбовець, учасник російсько-української війни.

## Нагороди та вшанування
- Орден «За мужність» III ступеня (8 листопада 2023, посмертно) — за особисту мужність, виявлену у захисті державного суверенітету та територіальної цілісності України, самовіддане виконання військового обов’язку[1].
- Почесний громадянин Конотопа.